# Lillesjön (Aringsås socken, Småland)
Lillesjön är en sjö i Alvesta kommun i Småland och ingår i Mörrumsåns huvudavrinningsområde.